# 20289 Nettimi
20289 Nettimi (1998 FQ64) là một tiểu hành tinh vành đai chính được phát hiện ngày 20 tháng 3 năm 1998 bởi Nhóm nghiên cứu tiểu hành tinh gần Trái Đất phòng thí nghiệm Lincoln ở Socorro.